# Scione minor
Scione minor är en tvåvingeart som först beskrevs av Macquart 1847.  Scione minor ingår i släktet Scione och familjen bromsar. Inga underarter finns listade i Catalogue of Life.